# 57-XX
Classificazione delle ricerche matematiche: sezioni di livello 1

00-XX 01 03 05 06 08 | 11 12 13 14 15 16 17 18 19 20 22 | 26 28 30 31 32 33 34 35 37 39 40 41 42 43 44 45 46 47 49 | 
 51 52 53 54 55 57 58 | 60 62 65 68 | 70 74 76 78 | 80 81 82 83 85 86 | 90 91 92 93 94 97-XX
57-XX è la sigla della sezione primaria dello schema di classificazione
MSC dedicata a varietà e complessi di celle.
La pagina attuale presenta la struttura ad albero delle sue sottosezioni secondarie e terziarie.

## 57-XX
varietà e complessi di celle
{per varietà complesse, vedi 32Qxx}
- 57-00 opere di riferimento generale (manuali, dizionari, bibliografie ecc.)
- 57-01 esposizione didattica (libri di testo, articoli tutoriali ecc.)
- 57-02 presentazione di ricerche (monografie, articoli di rassegna)
- 57-03 opere storiche {!va assegnato almeno un altro numero di classificazione della sezione 01-XX}
- 57-04 calcolo automatico esplicito e programmi (non teoria della computazione o della programmazione)
- 57-06 atti, conferenze, collezioni ecc.

## 57Mxx
topologia in bassa dimensione
- 57M05 gruppo fondamentale, presentazioni, calcolo differenziale libero
- 57M07 metodi topologici in teoria dei gruppi
- 57M10 spazi di rivestimento
- 57M12 rivestimenti speciali, e.g. rivestimenti ramificati
- 57M15 relazioni con la teoria dei grafi [vedi anche 05Cxx]
- 57M20 complessi bidimensionali
- 57M25 nodi ed annodamenti in S3 {per dimensioni superiori, vedi 57Q45}
- 57M27 invarianti dei nodi e 3-varietà
- 57M30 nodi selvaggi e superfici selvagge? ecc., immersioni selvagge
- 57M35 lemma di Dehn, teorema della sfera, teorema del cappio, asfericità
- 57M40 caratterizzazioni di E3 e di S3 (congettura di Poincaré) [vedi anche 57N12]
- 57M50 strutture geometriche sulle varietà di dimensione bassa
- 57M60 azioni di gruppo in dimensione bassa
- 57M99 argomenti diversi dai precedenti, ma in questa sezione

## 57Nxx
varietà topologiche
- 57N05 topologia di E2, 2-varietà
- 57N10 topologia delle 3-varietà generali [vedi anche 57Mxx]
- 57N12 topologia di E3 e di S3 [vedi anche 57M40]
- 57N13 topologia di E4, 4-varietà [vedi anche 14Jxx, 32Jxx]
- 57N15 topologia di En, n-varietà (4 < n < &infty;)
- 57N16 strutture geometriche su varietà [vedi anche 57M50]
- 57N17 topologia degli spazi vettoriali topologici
- 57N20 topologia delle varietà di dimensione infinita [vedi anche 58Bxx]
- 57N25 forme [vedi anche 54C56, 55P55, 55Q07]
- 57N30 engulfing?ingolfamento
- 57N35 immersioni chiuse ed immersioni
- 57N37 isotopia e pseudo-isotopia
- 57N40 intorni delle sottovarietà
- 57N45 piattezza e tameness?docilità
- 57N50 Sn-1 ⊂ En, problema di Schönflies
- 57N55 microfibrati e fibrati a blocchi?block [vedi anche 55R60, 57Q50]
- 57N60 cellularità
- 57N65 topologia algebrica delle varietà
- 57N70 cobordismo e concordanza
- 57N75 posizione generale e trasversalità
- 57N80 stratificazioni
- 57N99 argomenti diversi dai precedenti, ma in questa sezione

## 57Pxx
varietà generalizzate
[vedi anche 18F15]
- 57P05 proprietà locali delle varietà generalizzate
- 57P10 spazi con dualità di Poincaré
- 57P99 argomenti diversi dai precedenti, ma in questa sezione

## 57Qxx
topologia PL
- 57Q05 topologia generale dei complessi
- 57Q10 tipo semplice di omotopia, torsione di Whitehead, torsione di Reidemeister-Franz ecc. [vedi anche 19B28]
- 57Q12 ostruzione alla finitezza di Wall per i CW-complessi
- 57Q15 varietà triangolanti
- 57Q20 cobordismo
- 57Q25 confronto di strutture PL: classificazione, Hauptvermutung
- 57Q30 engulfing?ingolfamento
- 57Q35 immersioni chiuse ed immersioni
- 57Q37 isotopia
- 57Q40 intorni regolari
- 57Q45 nodi ed annodamenti (in più di 3 dimensioni) {per il caso di 3 dimensioni, vedi 57M25}
- 57Q50 microfibrati e fibrati a blocchi [vedi anche 55R60, 57N55]
- 57Q55 approssimazioni
- 57Q60 cobordismo e concordanza
- 57Q65 posizione generale e trasversalità
- 57Q91 topologia PL equivariante
- 57Q99 argomenti diversi dai precedenti, ma in questa sezione

## 57Rxx
topologia differenziale
{per questioni fondazionali delle varietà differenziabili, vedi 58Axx; per le varietà di dimensione infinita, vedi 58Bxx}
- 57R05 triangolazione
- 57R10 allisciamento
- 57R12 approssimazioni lisce
- 57R15 strutture specializzate sulle varietà (varietà spinoriali, varietà di frame ecc.)
- 57R17 topologia simplettica e di contatto
- 57R18 topologia e geometria delle orbifolds?
- 57R19 topologia algebrica sulle varietà
- 57R20 classi caratteristiche e numeri caratteristici
- 57R22 topologia dei fibrati vettoriali e delle fibrazioni [vedi anche 55Rxx]
- 57R25 campi vettoriali, campi frame?a intelaiatura
- 57R27 controllabilità dei campi vettoriali sulle varietà C&infty; e sulle varietà analitiche reali [vedi anche 49Qxx, 37C10, 93B05]
- 57R30 foliazioni; teoria geometrica
- 57R32 spazi classificanti per foliazioni; coomologia di Gelfand-Fuks [vedi anche 58H10]
- 57R35 applicazioni differenziabili
- 57R40 immersioni chiuse
- 57R42 immersioni
- 57R45 singolarità delle applicazioni differenziabili
- 57R50 diffeomorfismi
- 57R52 isotopia
- 57R55 strutture differenziabili
- 57R56 teorie topologiche dei campi quantizzati
- 57R57 applicazioni dell'analisi globale a strutture sulle varietà, invarianti di Donaldson e Seiberg-Witten [vedi anche 58-XX]
- 57R58 omologia dei Floer
- 57R60 sfere di omotopia, congettura di Poincaré
- 57R65 chirurgia e corpi di manici
- 57R67 ostruzioni alla chirurgia, gruppi di Wall [vedi anche 19J25]
- 57R70 punti critici e sottovarietà critiche
- 57R75 O-cobordismo e SO-cobordismo
- 57R77 cobordismo complesso (U-cobordismo e SU-cobordismo) [vedi anche 55N22]
- 57R80 h-cobordismo e s-cobordismo
- 57R85 cobordismo equivariante
- 57R90 altri tipi di cobordismo [vedi anche 55N22]
- 57R91 topologia algebrica equivariante delle varietà
- 57R95 realizzazione di cicli mediante sottovarietà
- 57R99 argomenti diversi dai precedenti, ma in questa sezione

## 57Sxx
gruppi topologici di trasformazioni
[vedi anche 20F34, 22-XX, 54H15, 58D05]
- 57S05 proprietà topologiche di gruppi di omeomorfismi o di gruppi di diffeomorfismi
- 57S10 gruppi compatti di omeomorfismi
- 57S15 gruppi di Lie compatti di trasformazioni differenziabili
- 57S17 gruppi finiti di trasformazioni
- 57S20 gruppi di Lie non compatti di trasformazioni
- 57S25 gruppi agenti su varietà specifiche
- 57S30 gruppi discontinui di trasformazioni
- 57S99 argomenti diversi dai precedenti, ma in questa sezione

## 57Txx
omologia ed omotopia di gruppi topologici e strutture collegate
- 57T05 algebre di Hopf [vedi anche 16W30]
- 57T10 omologia e coomologia dei gruppi di Lie
- 57T15 omologia e coomologia degli spazi omogenei di gruppi di Lie
- 57T20 gruppi di omotopia dei gruppi topologici e degli spazi omogenei
- 57T25 omologia e coomologia degli H-spazi
- 57T30 costruzioni bar e cobar [vedi anche 18G55, 55Uxx]
- 57T35 applicazioni delle successioni spettrali di Eilenberg-Moore [vedi anche 55R20, 55T20]
- 57T99 argomenti diversi dai precedenti, ma in questa sezione